# Pocklington
Pocklington è un paese di 7.632 abitanti dell'East Riding of Yorkshire, in Inghilterra.

## Amministrazione

### Gemellaggi
- Neuvy-le-Roi, Francia
- Trendelburg, Germania